# NGC 4166
NGC 4166 ist eine linsenförmige Galaxie vom Hubble-Typ SB0 im Sternbild Coma Berenices am Nordsternhimmel. Sie ist schätzungsweise 311 Millionen Lichtjahre von der Milchstraße entfernt.
Das Objekt wurde am 15. März 1885 vom deutschen Astronomen Wilhelm Tempel entdeckt.